# Risch
Risch (toponimo tedesco; informalmente anche Risch-Rotkreuz o Risch Rotkreuz) è un comune svizzero di 10 355 abitanti del Canton Zugo.

## Geografia fisica
Risch si affaccia sul lago di Zugo.

## Monumenti e luoghi d'interesse

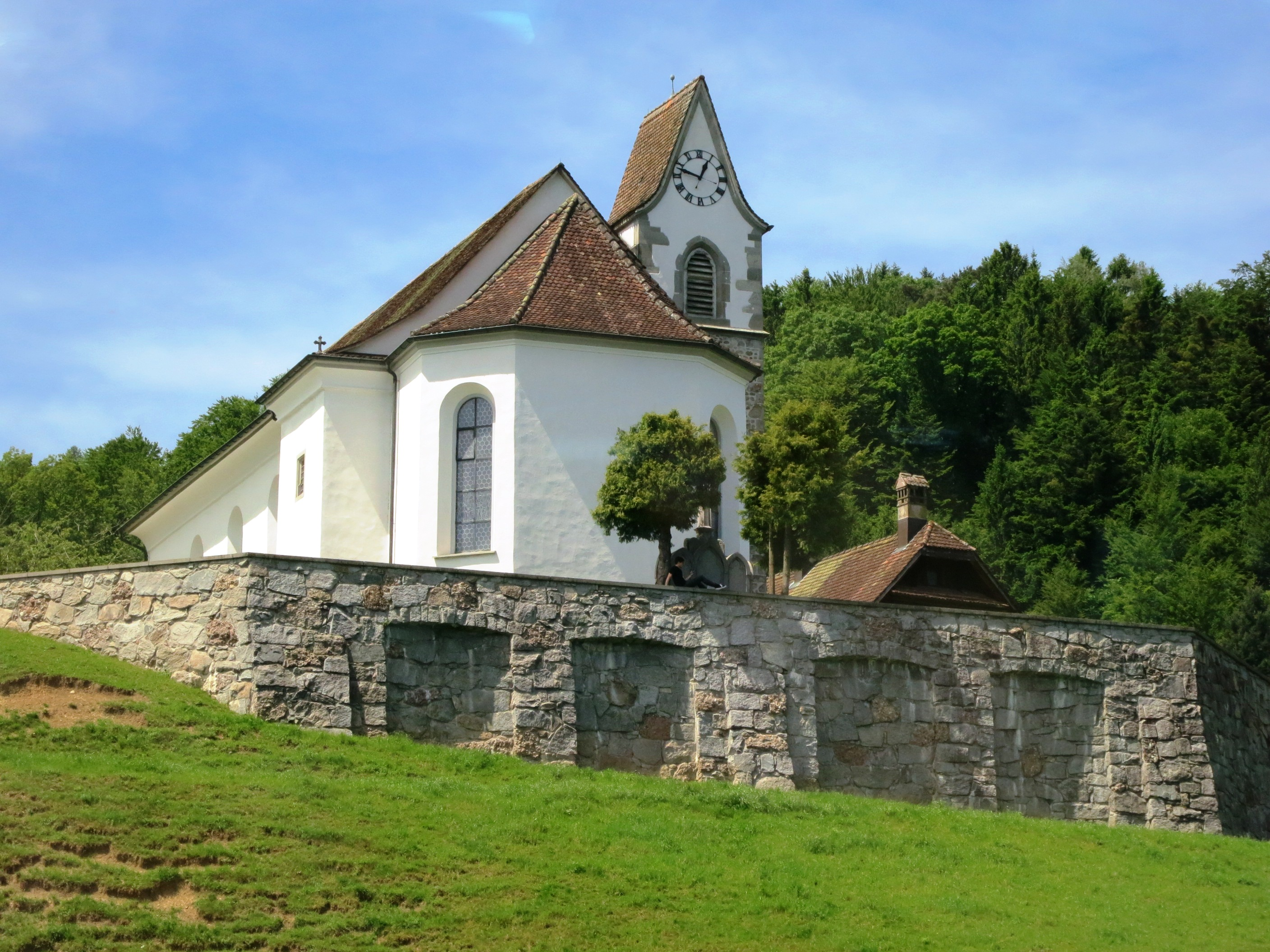
La chiesa di Santa Verena

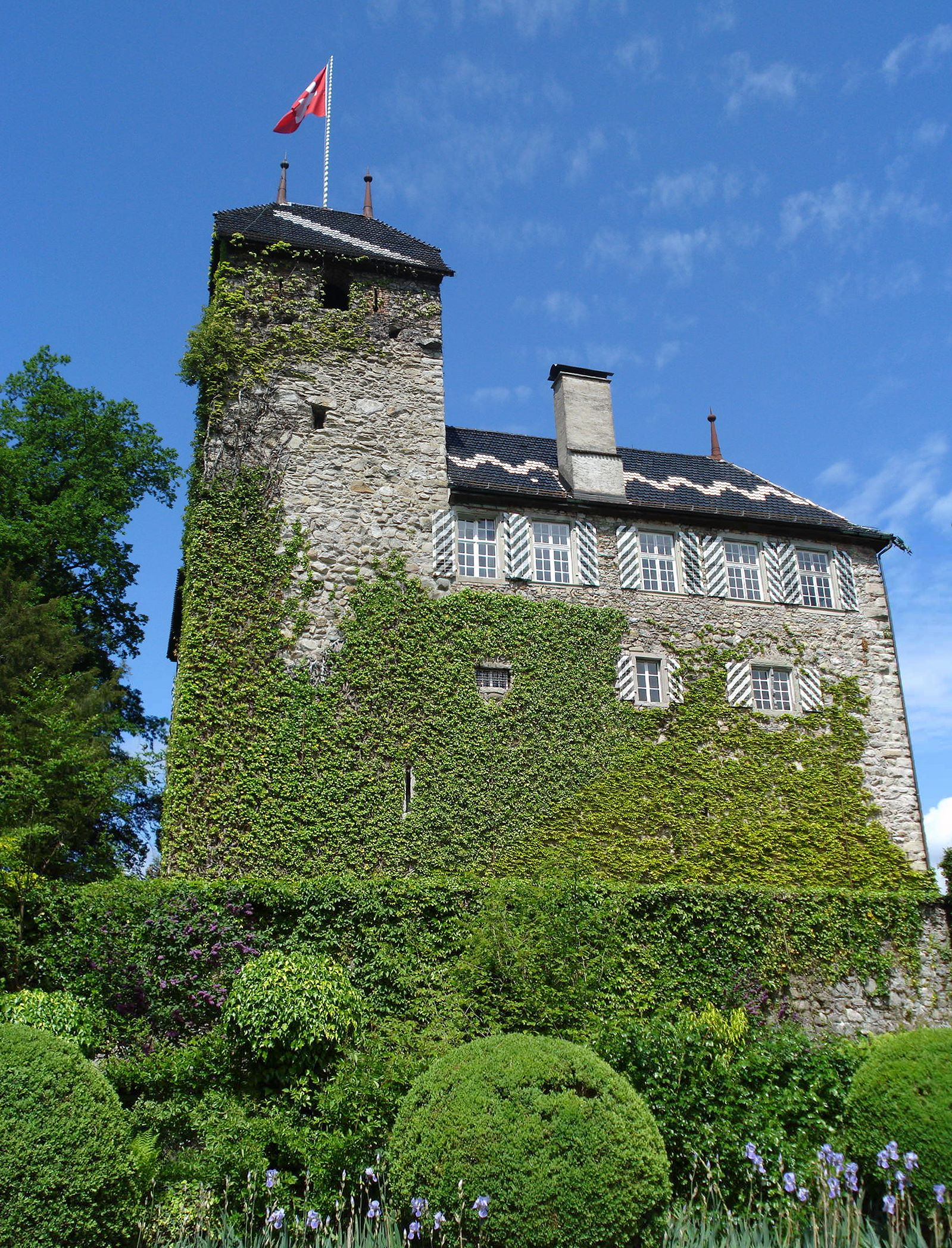
Il castello di Buonas

- Chiesa cattolica di Santa Verena;
- Castello di Buonas[1].

## Società

### Evoluzione demografica
L'evoluzione demografica è riportata nella seguente tabella:
Abitanti censiti

## Infrastrutture e trasporti

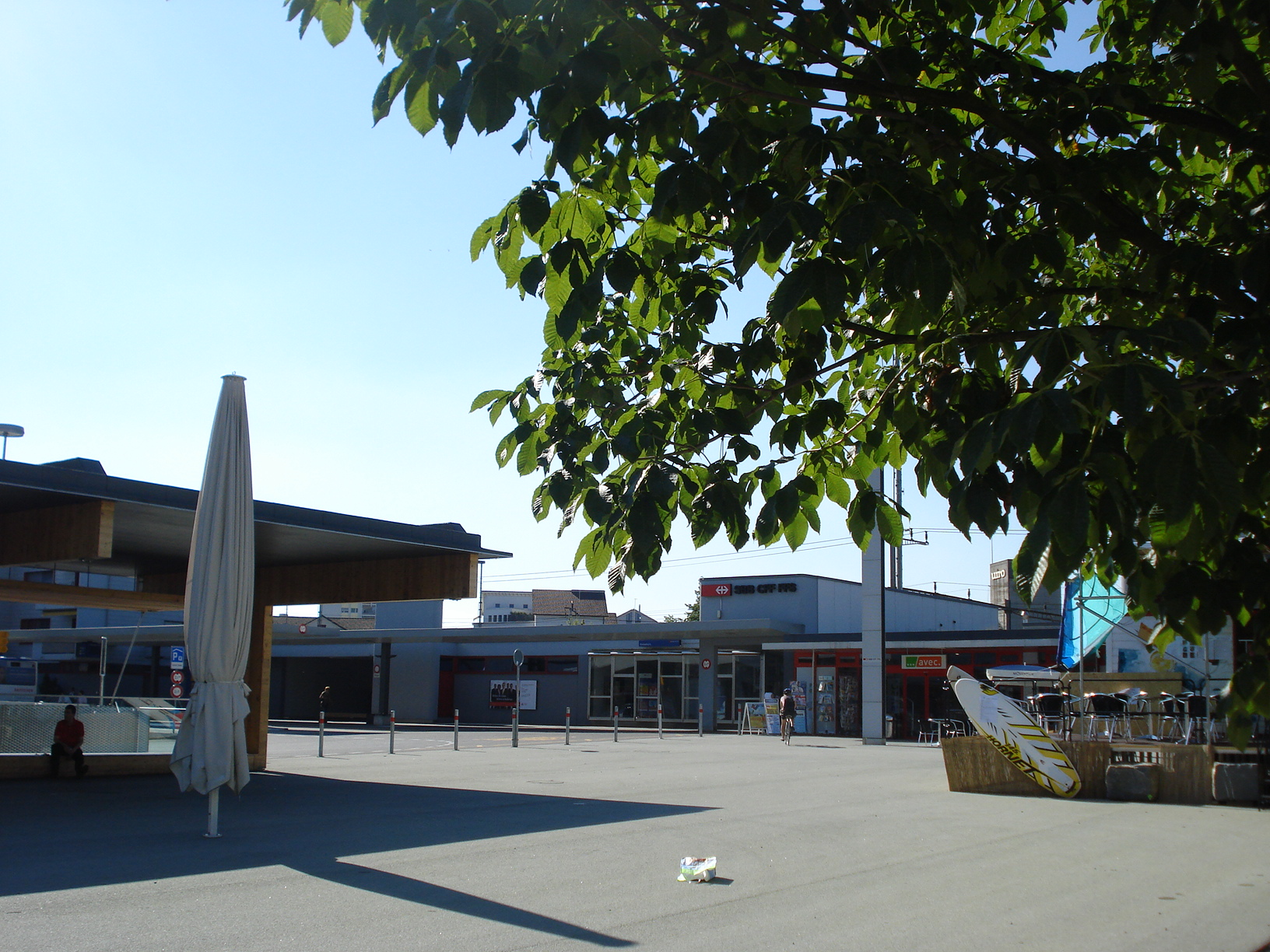
La stazione di Rotkreuz

Il territorio comunale è servito dalla stazione di Rotkreuz nell'omonima frazione, posta all'incrocio delle linee Brugg-Immensee e Zugo-Lucerna.

## Amministrazione
Ogni famiglia originaria del luogo fa parte del cosiddetto comune patriziale e ha la responsabilità della manutenzione di ogni bene ricadente all'interno dei confini del comune.

### Gemellaggi
- Amaroni[3]